# Підніжжя (геральдика)
Підні́жжя, або низ щита́ (англ. base, ісп. campaña, нім. Schildfuß, пол. , порт. , рос. , фр. ) — у геральдиці, блазонуванні нижня горизонтальна вузька частина щита, відділена від решти. Займає нижню третину щита. Почесна або головна геральдична фігура. Також — основа, ба́за, край.

## Галерея

Звичайне
Тонке